# Georgina Garcíaová Pérezová
Georgina Garcíaová Pérezová (nepřechýleně: García Pérez, * 13. května 1992 Barcelona) je španělská profesionální tenistka. Ve své dosavadní kariéře na okruhu WTA Tour vyhrála jeden turnaj ve čtyřhře. V sérii WTA 125K vybojovala jednu deblovou trofej. V rámci okruhu ITF získala dvanáct titulů ve dvouhře a osmnáct ve čtyřhře.
V kvalifikaci Hungarian Ladies Open 2018 proti Patty Schnyderové zahrála nejrychlejších podání v historii ženského tenisu, s rychlostí 220,0 km/h. Z budapešťské čtyřhry téhož turnaje si pak s Fanny Stollárovou odvezly první trofeje na túře WTA.
Na žebříčku WTA byla ve dvouhře nejvýše klasifikována v listopadu 2018 na 124. místě a ve čtyřhře v únoru 2020 na 71. místě. Trénují ji Sergi Vidal a Albert Miralles.
Ve španělském týmu Billie Jean King Cupu debutovala v roce 2018 chietskou 2. světovou skupinou proti Itálii, v níž za rozhodnutého stavu vyhrála s Martínezovou Sánchezovou čtyřhru nad párem Elisabetta Cocciarettová a Jasmine Paoliniová. Italky zvítězily 3:2 na zápasy. Do listopadu 2022 v soutěži nastoupila ke třem mezistátním utkáním s bilancí 2–0 ve dvouhře a 2–1 ve čtyřhře.

## Tenisová kariéra
Na okruhu WTA Tour debutovala čtyřhrou Copa Colsanitas 2016 v kolumbijské Bogotě. Po boku krajanky Laury Pousové Tiové na úvod podlehly americko-švédské dvojici Nicole Melicharová a Rebecca Petersonová až v supertiebreaku. V závěru kvalifikace bogotské dvouhry ji do hlavní soutěže nepustila nejvýše nasazená Češka Tereza Martincová z druhé světové stovky.
Debut v kvalifikaci nejvyšší grandslamové kategorie zaznamenala ve Wimbledonu 2017. Z prvního duelu odešla poražena po třísetové bitvě s Američankou Sachií Vickeryovou, když třetí sadu ztratila poměrem gamů 7–9. Hlavní grandslamovou soutěž si poprvé zahrála na French Open 2018 po zvládnutém tříkolovém kvalifikačním turnaji. V jeho závěru zdolala Francouzku Harmony Tanovou ze čtvrté stovky žebříčku. Na úvod pařížské dvouhry vyřadila šťastnou poraženou kvalifikantku Dalilu Jakupovićovou ze Slovinska. Poté však uhrála jediný game proti dánské světové dvojce Caroline Wozniacké.
Do premiérového finále na túře WTA zasáhla s Maďarkou Fanny Stollárovou na budapešťském Hungarian Ladies Open 2018. První kariérní trofeje v této úrovni tenisu si odvezly po závěrečném vítězství nad belgicko-švédským, nejvýše nasazeným párem Kirsten Flipkensová a Johanna Larssonová. O čtvrt roku později odešly poraženy z finále rabatského Grand Prix SAR La Princesse Lalla Meryem 2018, v němž nestačily na rusko-rumunský pár Anna Blinkovová a Ioana Raluca Olaruová. Na Grand Prix SAR La Princesse Lalla Meryem 2019 skončila opět jako poražená finalistka, když s Gruzínkou Oxanou Kalašnikovovou nenašly recept na španělské turnajové jedničky Maríu José Martínezovou Sánchezovou a Saru Sorribesovou Tormovou.

## Finále na okruhu WTA Tour
| Legenda                                      |
| -------------------------------------------- |
| D – dvouhra; Č – čtyřhra                     |
| Grand Slam (0)                               |
| Turnaj mistryň (0)                           |
| Premier Mandatory & Premier 5 / WTA 1000 (0) |
| Premier / WTA 500 (0)                        |
| International / WTA 250 (1–2 Č)              |

### Čtyřhra: 3 (1–2)
| Stav       | č. | datum       | turnaj             | povrch    | spoluhráčka         | soupeřky ve finále                                   | výsledek         |
| ---------- | -- | ----------- | ------------------ | --------- | ------------------- | ---------------------------------------------------- | ---------------- |
| Vítězka    | 1. | únor 2018   | Budapešť, Maďarsko | tvrdý (h) | Fanny Stollárová    | Kirsten Flipkensová Johanna Larssonová               | 4–6, 6–4, [10–3] |
| Finalistka | 1. | květen 2018 | Rabat, Maroko      | antuka    | Fanny Stollárová    | Anna Blinkovová Ioana Raluca Olaruová                | 4–6, 4–6         |
| Finalistka | 2. | květen 2019 | Rabat, Maroko      | antuka    | Oxana Kalašnikovová | María José Martínez Sánchezová Sara Sorribes Tormová | 5–7, 1–6         |

## Finále série WTA 125
| Legenda                  |
| ------------------------ |
| D – dvouhra; Č – čtyřhra |
| WTA 125 (1–0 Č)          |

### Čtyřhra: 1 (1–0)
| Stav    | č. | datum             | turnaj           | povrch    | spoluhráčka           | soupeřky ve finále                           | výsledek      |
| ------- | -- | ----------------- | ---------------- | --------- | --------------------- | -------------------------------------------- | ------------- |
| Vítězka | 1. | 22. prosince 2019 | Limoges, Francie | tvrdý (h) | Sara Sorribes Tormová | Jekatěrina Alexandrovová Oxana Kalašnikovová | 6–2, 7–6(7–3) |

## Tituly na okruhu ITF
| Dotace turnajů okruhu ITF | Dotace turnajů okruhu ITF |
| ------------------------- | ------------------------- |
| 100 000 $ tournaments     | 80 000 $ tournaments      |
| 75 000 $ tournaments      | 60 000 $ tournaments      |
| 50 000 $ tournaments      | 25 000 $ tournaments      |
| 15 000 $ tournaments      | 10 000 $ tournaments      |

### Dvouhra (12 titulů)
| Č.   | datum         | turnaj                       | povrch    | poražená finalistka           | výsledek             |
| ---- | ------------- | ---------------------------- | --------- | ----------------------------- | -------------------- |
| 1.   | duben 2015    | Ponta Delgada, Portugalsko   | tvrdý     | Kelly Versteegová             | 6–2, 6–1             |
| 2.   | květen 2015   | Monzón, Španělsko            | tvrdý     | Cristina Sánchez Quintanarová | 6–4, 6–2             |
| 3.   | srpen 2016    | Bükfürdő, Maďarsko           | antuka    | Gabriela Pantůčková           | 6–3, 6–0             |
| 4.   | říjen 2016    | Casablanca, Maroko           | antuka    | Fatma Al-Nabhaniová           | 6–4, 3–6, 6–2        |
| 5.   | listopad 2016 | Rabat, Maroko                | antuka    | Fatma Al-Nabhaniová           | 6–3, 2–6, 6–1        |
| 6.   | únor 2017     | Hammámet, Tunisko            | antuka    | Jil Teichmannová              | 7–5, 6–2             |
| 7.   | květen 2017   | Monzón, Španělsko            | tvrdý     | Marie Bouzková                | 6–1, 6–3             |
| 8.   | květen 2017   | La Bisbal, Španělsko         | antuka    | Estrella Cabeza Candelová     | 6–2, 0–6, 6–4        |
| 9.   | prosinec 2017 | Puné, Indie                  | tvrdý     | Katy Dunneová                 | 6–4, 7–5             |
| 10.  | leden 2018    | Andrézieux-Bouthéon, Francie | tvrdý (h) | Arantxa Rusová                | 6–2, 6–0             |
| 11–6 | září 2020     | Figueira da Foz, Portugalsko | tvrdý     | Beatriz Haddad Maiová         | 6–7(10–12), 7–5, 6–4 |
| 12.  | říjen 2020    | Porto, Portugalsko           | tvrdý     | Francisca Jorgeová            | 1–6, 6–4, 6–3        |

### Čtyřhra (18 titulů)
| Č.  | datum         | turnaj                    | povrch      | spoluhráčka                  | poražené finalistky                       | výsledek              |
| --- | ------------- | ------------------------- | ----------- | ---------------------------- | ----------------------------------------- | --------------------- |
| 1.  | září 2011     | Madrid, Španělsko         | antuka      | Rocío de la Torre Sánchezová | Kiki Bertensová Elyne Boeykensová         | 5–7, 6–4, [10–8]      |
| 2.  | listopad 2014 | Casablanca, Maroko        | antuka      | Olga Parres Azcoitiová       | Tea Faberová Silvia Njirićová             | 6–2, 6–4              |
| 3.  | listopad 2014 | Casablanca, Maroko        | antuka      | Olga Parres Azcoitiová       | Manisha Fosterová Lisa Sabinová           | 1–6, 7–6(7–2), [10–7] |
| 4.  | květen 2015   | Monzón, Španělsko         | tvrdý       | Olga Parres Azcoitiová       | Başak Eraydınová Franciesca Stephensonová | 6–4, 6–2              |
| 5.  | červenec 2016 | Budapešť, Maďarsko        | antuka      | Ema Burgić Bucková           | Lenka Kunčíková Karolína Stuchlá          | 6–4, 2–6, [12–10]     |
| 6.  | srpen 2016    | Bükfürdő, Maďarsko        | antuka      | Fanny Stollárová             | Dalma Gálfiová Réka Luca Janiová          | 6–3, 7–6(7–4)         |
| 7.  | srpen 2016    | Barcelona, Španělsko      | antuka      | Andrea Gámizová              | Alice Matteucciová Jil Teichmannová       | 6–2, 7–5              |
| 8.  | září 2016     | Clermont-Ferrand, Francie | tvrdý (h)   | Olga Sáez Larrová            | Manon Arcangioliová Silvia Njirićová      | 6–2, 3–6, [10–2]      |
| 9.  | duben 2017    | Pula, Itálie              | antuka      | Bernarda Peraová             | Cristiana Ferrandová Camilla Rosatellová  | 6–4, 6–3              |
| 10. | květen 2017   | Lleida, Španělsko         | antuka      | Andrea Gámizová              | Věra Lapková Aleksandrina Najdenovová     | 6–1, 4–6, [10–8]      |
| 11. | květen 2017   | Monzón, Španělsko         | tvrdý       | Andrea Gámizová              | Sofia Šapatavová Valerija Strachovová     | 6–3, 6–4              |
| 12. | prosinec 2017 | Nová Bombaj, Indie        | tvrdý       | Diāna Marcinkēvičová         | Prandžala Jadlapaliová Tamara Zidanšeková | 6–0, 6–1              |
| 13. | duben 2019    | Óbidos, Portugalsko       | koberec (h) | Cristina Bucșová             | Sofia Šapatavová Emily Webleyová-Smithová | 7–5, 7–5              |
| 14. | červenec 2019 | Contrexéville, Francie    | antuka      | Oxana Kalašnikovová          | Anna Danilinová Eva Wacannová             | 6–3, 6–3              |
| 15. | srpen 2019    | Bad Saulgau, Německo      | antuka      | Sara Sorribesová Tormová     | Xenija Laskutovová Marina Melnikovová     | 6–3, 6–1              |
| 16. | říjen 2019    | Székesfehérvár, Maďarsko  | antuka (h)  | Fanny Stollárová             | Nina Potočniková Nika Radišičová          | 6–1, 7–6(4)           |
| 17. | listopad 2019 | Asunción, Paraguay        | antuka      | Andrea Gámizová              | Anna Danilinová Conny Perrinová           | 6–4, 3–6, [10–3]      |
| 18. | březen 2022   | Le Havre, Francie         | antuka      | Cristina Bucșová             | Diāna Marcinkēvičová Chiara Schollová     | 6–4, 6–3              |